# Edward de Veaux Morrell

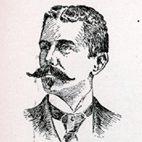
Edward de Veaux Morrell

Edward de Veaux Morrell (* 7. August 1863 in Newport, Rhode Island; † 1. September 1917 in Colorado Springs, Colorado) war ein US-amerikanischer Politiker. Zwischen 1900 und 1907 vertrat er den Bundesstaat Pennsylvania im US-Repräsentantenhaus.

## Werdegang
Edward Morrell besuchte private Schulen und studierte danach bis 1885 an der University of Pennsylvania in Philadelphia. Nach einem anschließenden Jurastudium und seiner 1887 erfolgten Zulassung als Rechtsanwalt begann er dort in seinem Beruf zu arbeiten. Gleichzeitig schlug er als Mitglied der Republikanischen Partei eine politische Laufbahn ein. Zwischen 1891 und 1894 saß er im Stadtrat von Philadelphia. Morrell wurde auch in der Nationalgarde des Staates Pennsylvania aktiv, in der er es bis zum Brigadegeneral brachte.
Nach dem Tod des Abgeordneten Alfred C. Harmer wurde Morrell bei der fälligen Nachwahl für den fünften Sitz von Pennsylvania als dessen Nachfolger in das US-Repräsentantenhaus in Washington, D.C. gewählt, wo er am 6. November 1900 sein neues Mandat antrat. Nach drei Wiederwahlen konnte er bis zum 3. März 1907 im Kongress verbleiben. Ab 1903 war er Vorsitzender des Milizausschusses. Im Jahr 1906 verzichtete er auf eine weitere Kandidatur.
Edward Morrell errichtete die erste Telefonverbindung nördlich von Frankford und erbaute dort ein Kraftwerk für die Erzeugung von Strom für elektrische Beleuchtung. Zwischen 1912 und 1916 gehörte er dem Bildungsausschuss der Stadt Philadelphia an. Danach zog er aus gesundheitlichen Gründen nach Colorado Springs, wo er am 1. September 1917 verstarb. Er wurde in Philadelphia beigesetzt.